# Heinrich V. von Plauen
Heinrich V. von Plauen (* 9. Oktober 1533 in Engelhaus (Andělská Hora); † 24. Dezember 1568 in Hof, bestattet in der Bergkirche zu Schleiz) war Burggraf von Meißen sowie Herr zu  Plauen und Voigtsberg.

## Leben
Heinrich V. war der ältere der beiden Söhne des Burggrafen Heinrich IV. von Plauen aus dessen Ehe mit Gräfin Margareta von Salm und Neuburg (1517–1573).
Beim Tod des Vaters war Heinrich V. noch nicht volljährig. Deshalb versprach König Ferdinand von Böhmen etwa einen Monat nach dessen Tod, ihn und seinen jüngeren Bruder gegen die Reußen zu schützen. Heinrich IV. hatte seinen Söhnen nicht nur weitreichende Besitzungen hinterlassen, sondern auch die Streitigkeiten mit den Reußen und hohe Schulden. Zu diesen kamen neue durch weitere Prozesse gegen die Reußen.
Nachdem Heinrich V. volljährig geworden war, regierte er zuerst allein für sich und seinen noch minderjährigen Bruder Heinrich VI. von Plauen; später regierten sie gemeinsam.
Heinrich hatte am 25. August 1555 Dorothea Katharina (1538–1604) aus dem Haus der fränkischen Hohenzollern geheiratet. Sie war eine Tochter des Ansbacher Markgrafen Georg des Frommen (1484–1543) und seiner dritten Frau Aemilia von Sachsen (1516–1591). Die vier Söhne dieser Ehe, die alle Heinrich hießen, waren jeweils schon kurz nach der Geburt gestorben.
Bereits 1556 verloren die Brüder durch kaiserlichen Schiedsspruch die fränkischen Ämter Hof und Schauenstein, die ihr Vater im Markgrafenkrieg gegen den geächteten Markgraf Albrecht Alcibiades von Brandenburg-Kulmbach erobert hatte, an einen kaiserlichen Sequester. Nach dem Tod Albrecht Alcibiades, dem Aussterben dieser Linie und der Vereinigung der Markgrafschaften Ansbach und Kulmbach zur Markgrafschaft Brandenburg-Bayreuth, erhielt der junge Markgraf Georg Friedrich von Brandenburg-Bayreuth, der Bruder von Heinrichs Gemahlin, diese Ämter.
Im Mai 1559 folgte die Verpfändung der Herrschaften Plauen und Voigtsberg und des Amtes Schöneck an Kurfürst August von Sachsen. Mit dem Urteil von Wien vom 28. September 1560 verloren die Brüder per 1. Januar 1561 die Herrschaft Greiz an die Reußen und die Herrschaften Gera und Schleiz je zur Hälfte an die Reußen. Lediglich die Besitzungen in Böhmen und die böhmischen Lehen  Lobenstein und Schloss Posterstein verblieben den Brüdern. Aber erst mit der kaiserlichen Bestätigung eines neuen Vertrages und der Besiegelung dieses Vertrages am 9. Mai 1562 zu Prag fand der Streit mit den Reußen ein Ende. Am 14. März 1562 erfolgte die kaiserliche Belehnung der beiden Brüder mit den Herrschaften Plauen, Voigtsberg, Schleiz und Lobenstein sowie der Ämter Pausa und Schöneck.
Bei der 1563 erfolgten Landesteilung zwischen den beiden Brüdern erhielt Heinrich V. neben den böhmischen Herrschaften die Herrschaften Plauen und Voigtsberg und das Amt Schöneck. Als Heinrich V. diese einlösen wollte, musste er feststellen, dass das Geld nicht mehr vorhanden war. So ging das Kernland der Plauener für immer an Kursachsen verloren.
1564 verlor Heinrich V. die böhmische Herrschaft Elbogen (Loket) an die Krone Böhmens. 1567 musste er dann noch Engelshaus (Andělská Hora), Buchau (Bochov), Graslitz (Kraslice) und Theusing (Toužim) an die Geraischen Landerben, die von Lobkowitz und Hassenstein, übertragen.
Völlig verarmt, der Bruder seiner Frau Dorothea Katharina übereignete ihnen als Bleibe ein Wohnhaus in Hof, starb er dort am 24. Dezember 1568 und wurde in der Bergkirche zu Schleiz beigesetzt.
Dorothea Katharina erhielt durch die Landerben als Leibgedinge Theusing und verstarb dort am 8. Januar 1604. Vier Jahre nach ihrem Tod organisierte ihr Großcousin, der sächsische Kurfürst Christian II., ihre Beisetzung in der Johanniskirche von Plauen.